# کیفرخواست دونالد ترامپ
کیفرخواست دونالد ترامپ (انگلیسی: Indictment of Donald Trump) در روز ۳۰ مارس ۲۰۲۳ آغاز شد. دونالد ترامپ که از ۲۰۱۷ تا ۲۰۲۱ رئیس‌جمهور ایالات متحده بود توسط هیئت قضایی منهتان نیویورک بابت نقش مورد ادعا در رسوایی پرداخت به بازیگر پورن استورمی دنیلز قبل از انتخابات ریاست جمهوری ۲۰۱۶ ایالات متحده محاکمه می‌شود. بدین ترتیب وی دومین رئیس‌جمهور آمریکاست که محاکمه قضایی می‌شود. همچنین ترامپ برای ۳۴ مورد اسناد تجاری نادرست مورد اتهام است. ترامپ روز ۴ آوریل خود را به مقامات دادستانی ایالت نیویورک معرفی کرد.
ترامپ پیشتر اعلام کرده است که در انتخابات ریاست جمهوری ۲۰۲۴ ایالات متحده نامزد می‌شود و نه این محاکمه و نه عواقب قضایی آن وی را رد صلاحیت نمی‌کند.
در ۳۰ مه، ترامپ در همه ۳۴ فقره اتهامی گناهکار شناخته شد.

## پیش زمینه

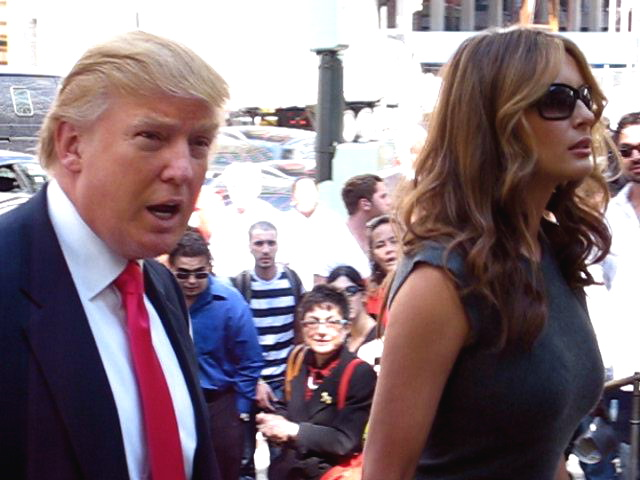
دونالد ترامپ به همراه همسرش

### رسوایی استورمی دنیلز–دونالد ترامپ
در ژوئیه ۲۰۰۶، استورمی دانیلز، بازیگر فیلم‌های پورنوگرافی آمریکایی، در یک تورنمنت گلف افراد مشهور در نوادا با ترامپ ملاقات کرد. در آن زمان ترامپ مجری سریال تلویزیونی واقعی The Apprentice بود و با ملانیا ترامپ ازدواج کرده بود. پسر آنها، بارون ترامپ، به تازگی به دنیا آمده بود. به گفته دنیلز، ترامپ او را به پنت هاوس خود در دریاچه تاهو (Harrah's Lake Tahoe) دعوت کرد[۲۲]، جایی که آن دو با هم رابطه جنسی داشتند و دربارهٔ مهمان کردن او در برنامه The Apprentice صحبت کردند. در سال ۲۰۱۱، دنیلز در نظر گرفت که این داستان را به مجله مشهور Life & Style به قیمت ۱۵۰۰۰ دلار آمریکا بفروشد، زیرا ترامپ شروع به بررسی یک پیشنهاد احتمالی برای ریاست جمهوری کرد. وکیل او، مایکل کوهن، زمانی که لایف اند استایل از سازمان ترامپ برای اظهار نظر خواست، تهدید به شکایت کرد. جینا رودریگز، نماینده دنیلز، این داستان را در ماه اکتبر به وبلاگ شایعه‌پردازی The Dirty فاش کرد. این پست به دنبال شکایت وکلای ترامپ حذف شد و دانیلز صحت این داستان را به چالش کشید.
با شروع مبارزات انتخاباتی ترامپ در سال ۲۰۱۶، رودریگز به چندین نشریه - از جمله National Enquirer - نزدیک شد و سعی کرد داستان را بفروشد. نشنال انکوایرر پس از انتشار یک نوار زننده بین ترامپ و مجری تلویزیونی بیلی بوش در اکتبر ۲۰۱۶، این داستان را خرید. در تلاش برای کمک به کمپین ترامپ، نشنال انکوایرر به دنبال سرکوب این داستان بود. به جای پرداخت به دانیلز، سردبیر نشنال انکوایرر، دیلن هاوارد، بر سر یک توافقنامه عدم افشای ۱۳۰۰۰۰ دلاری بین دنیلز و کوهن مذاکره کرد. با نزدیک شدن به انتخابات، کوهن تلاش کرد تا پول را پیدا کند و بارها پرداخت خود را به تأخیر انداخت. کیت دیویدسون، وکیل دنیلز، این معامله را در اکتبر ۲۰۱۶ لغو کرد. کوهن با درک اینکه کار او برای پنهان کردن داستان می‌تواند فاش شود، پول را از خط اعتباری سهام خانه‌اش برداشت و آن را از طریق یک شرکت پوسته‌ای که در دلاور ثبت شده بود، فرستاد.

### کارن مک دوگال
از سال ۲۰۰۶ تا ۲۰۰۷، کارن مک دوگال، مدل و بازیگر آمریکایی با ترامپ رابطه نامشروع داشت. در طول مبارزات انتخاباتی ترامپ در سال ۲۰۱۶، مک دوگال برای فروش داستان خود به National Enquirer مراجعه کرد. National Enquirer، متعلق به American Media Inc.، موافقت کرد که داستان را به دست آورد و آن را به مبلغ ۱۵۰۰۰۰ دلار آمریکا سرکوب کند. وال استریت ژورنال در اکتبر ۲۰۱۶ در مورد این معامله گزارش داد. این معامله از رابطه ترامپ با دیوید پکر، مدیر عامل امریکن مدیا از دهه ۱۹۹۰ حاصل شد. ترامپ در داخل به عنوان «دوست پکر» شناخته می‌شد. مک‌دوگال معتقد بود که داستان بدون توجه به زمانی که یکی دیگر از مدل‌های سابق پلی‌بوی توییتی را منتشر می‌کند که به رابطه آنها اشاره می‌کند، ظاهر می‌شود.

### دربان سابق برج ترامپ
در آوریل ۲۰۱۸، مجله نیویورکر در مورد داستان یک دربان سابق برج ترامپ به نام دینو ساجودین گزارش داد. ساجودین مدعی شد که در دهه ۱۹۸۰، ترامپ از یک کارمند سابق صاحب فرزند شده و در اواخر سال ۲۰۱۵ قراردادی به مبلغ ۳۰۰۰۰ دلار با امریکن مدیا امضا کرد. این توافق حقوق انحصاری National Enquirer را برای داستان تضمین کرد. National Enquirer در نوامبر ۲۰۱۵ تلاش کرد حقانیت داستان را ثابت کند و خانه‌های مادر و دختر کارمند را زیر و رو کرد و خدمات بازپرس جنایی مایکل مانکوسو را استخدام کرد. اگرچه در مورد ادعاهای ساجودین شک و تردید وجود داشت، اما منابع متعددی که نیویورکر با آنها صحبت کرد، معتقد بودند که پرداخت امریکن مدیا به ساجودین غیرعادی بوده است. در سال ۲۰۱۷، آسوشیتدپرس تلاش کرد این داستان را بررسی کند و به انتشار نزدیک شد. امریکن مدیا برای سرکوب این داستان با آسوشیتدپرس ملاقات کردند. بلافاصله پس از تماس نیویورکر با امریکن مدیا برای اظهار نظر، نشریهٔ امریکن مدیا رادار آنلاین داستانی را منتشر کرد که ادعا می‌کرد داستان ساجودین دروغ است. نیویورکر نتوانست ادعای ساجودین را تأیید کند.

## واکنش
هواداران ترامپ در بیرون دادگاه تجمع کردند.
ترامپ در سخنرانی مار-ئه-لاگو از قاضی خوان مرچان انتقاد کرد.
ران دسنتیس فرماندار ایالت فلوریدا اعلام کرد ایالتش به دادستانی منهتن کمک نخواهد کرد.
سخنگوی کنگره کوین مک‌کارتی نوشت "آلوین برگ به کشور ما صدمه جبران ناپذیری وارد کرد تا در انتخابات رئیس‌جمهور دخالت کند. او دائماً مجرمان را آزاد می‌کند، نظام مقدس دادگستری ما را ضد رئیس‌جمهور دونالد ترامپ مسلح کرد. سناتور لینزی گراهام از مردم تقاضای کمک مالی برای ترامپ کرد.

## محاکمه

### مذاکرات هیئت منصفه و رای
ترامپ در همه ۳۴ فقره گناهکار شناخته شد.